# Efeito devolutivo
O efeito devolutivo é o efeito que um recurso provoca, quando de sua interposição perante o órgão jurisdicional que estava cuidando da demanda, ao fazer com que a mesma matéria seja revista. Diz que é a exteriorização do princípio do duplo grau de jurisdição, pelo qual a parte faz devolver o caso para ser reanalisado pelo mesmo juízo ou por outro de instância, via de regra, superior. Importante notar, contudo, que este efeito recursal não obsta o prosseguimento da execução, ou seja, posto que o recurso seja manejado, o processo tende a continuar correndo. Para que os demais atos (não o processo de per se), que seriam naturalmente esperados, sejam obstados é necessário que o recurso seja recebido com o efeito suspensivo. É um efeito peculiar a todos os recursos.